# David Ellefson
David Warren Ellefson (født 12. november 1964 i Jackson, Minnesota) er en bassist, som er bedst kendt som en af stifterne af det kendte thrash metal-band Megadeth, som han spillede i fra 1983 til dets første opløsning i 2002.  Han spiller i øjebliket i Avian, Temple of Brutality, F5 og Killing Machine. Den 8. februar 2010 annoncerede Megadeht.com, at David Ellefson igen bliver en del af Megadeth's lineup.